# Zamia herrerae
Zamia herrerae — вид голонасінних рослин класу Саговникоподібні (Cycadopsida).
Етимологія: названий на честь Гектора Герера (Héctor Herrera) вченого Ель Сальвадору.

## Опис
Стебла підземні й бульбові, 3–10 см в діаметрі. Листя 2–6, завдовжки 0,5–1,5 м; черешок 0,2–0,7 м в довжину; хребет з 10–30 парами листовими фрагментами. Листові фрагменти лінійно-ланцетні, гострі на вершині, середні з них 12–25 см завдовжки і шириною 1–1,5 см. Пилкові шишки 1–3, циліндричні, тонкі, на ніжках, жовтувато-коричневі, 0,5–1,5 см завдовжки і 0,6–0,8 см в діаметрі, плодоніжка 2–4 см завдовжки. Насіннєві шишки довгасті, гострі на верхівці, на ніжках, коричневі, завдовжки 12–15 см і 3–5 см в діаметрі, стебло 8–10 см завдовжки. Насіння з червоне, яйцевиде, 1–2 см.

## Поширення, екологія
Країни зростання: Сальвадор; Гватемала; Гондурас; Мексика (Чьяпас); Нікарагуа. Цей вид росте в первинних і вторинних лісах від 200—800 м і росте краще як підлісок у сосново-дубовому лісі і добре дренованих місцях у хмарному лісі.